# Igreja Remanescente Dualista dos Primogênitos
A Igreja Remanescente Dualista dos Primogênitos é uma denominação cristã brasileira fundada em 1952, na cidade de São José do Rio Preto, São Paulo, por José Leitão Duarte Filho e Antonio Garcia Heredia, ex-ministros da Igreja Adventista da Promessa. A instituição baseia sua doutrina em uma interpretação específica de passagens bíblicas, com ênfase no batismo em nome de Jesus Cristo e na observância de práticas do Antigo e Novo Testamento.

## História
A Igreja Remanescente Dualista dos Primogênitos surgiu a partir de divergências doutrinárias de seus fundadores com a Igreja Adventista da Promessa, especialmente em relação ao batismo. Com base em passagens como Atos 2:38, os fundadores passaram a defender o batismo realizado exclusivamente em nome de Jesus Cristo, em vez do batismo trinitário descrito em Mateus 28:19. Essa interpretação foi o principal motivo para a criação da nova denominação, que se autodenomina "Universal Assembleia Remanescente dos Primogênitos", com referência a Hebreus 12:23.

## Doutrina
A Igreja Remanescente Dualista dos Primogênitos possui uma doutrina que combina elementos do restauracionismo e do pentecostalismo, com práticas baseadas em interpretações específicas da Bíblia. Entre os principais pontos doutrinários estão:

### Batismo em Nome de Jesus Cristo
A denominação acredita que o batismo deve ser realizado por imersão em água corrente, exclusivamente em nome de Jesus Cristo, para o perdão dos pecados, conforme Atos 2:38. Essa prática é vista como um ato de arrependimento e a primeira etapa da salvação espiritual, baseada em passagens como Lucas 24:46-47. A instituição rejeita o batismo trinitário, considerando que a ordem de Mateus 28:19 foi alterada posteriormente nas Escrituras.

### Dons do Espírito Santo
A Igreja crê no batismo com o Espírito Santo, distinto do batismo nas águas, que pode ser recebido por fé, oração ou imposição de mãos. Os dons espirituais, como sabedoria, cura, profecia e línguas, são valorizados como sinais da presença divina, com base em passagens como 1 Coríntios 12:1-11.

### Observância do Sábado
A denominação observa o sábado como dia de repouso, com base em Êxodo 20:8-11, considerando-o um mandamento perpétuo e um sinal entre Deus e seu povo. O sábado é guardado com abstenção de atividades seculares, sendo um dia dedicado à adoração.

### Celebrações Festivas
A Igreja celebra festas bíblicas, como a Páscoa e os sete dias de Pães Asmos, baseadas em Levítico 23:4-8. A Páscoa é comemorada anualmente no dia 14 do mês de Abibe (abril), com pães asmos e vinho, simbolizando o corpo e o sangue de Cristo, além do lava-pés, que representa humildade.

### Dia da Expiação
A Igreja observa o Dia da Expiação, no décimo dia do sétimo mês do calendário lunar, como um dia de jejum e purificação dos pecados, conforme Levítico 16:29-34. Crê-se que Cristo, como Sumo Sacerdote celestial, intercede pelos pecados confessados, com base em Hebreus 9:11-28.

## Estrutura e Localização
A Igreja mantém sedes em cidades do estado de São Paulo, incluindo Campinas, Urupês e General Salgado. Após o falecimento de seus fundadores, a liderança é exercida por outros colaboradores, conforme informações disponíveis no site oficial.